# Privatier
Als Privatier [pʁivaˈtjeː], auch Privatus und weiblich Privata bzw. Privatière, gilt allgemein eine Person, die finanziell so gut gestellt ist, dass sie nicht darauf angewiesen ist, zur Deckung ihrer materiellen Bedürfnisse einer Erwerbstätigkeit nachzugehen, und dies auch nicht oder nicht mehr tut – unabhängig davon, wie sie zu dem Vermögen gekommen ist. Der Privatier bezieht keine Unterstützung vom Staat und bezahlt sämtliche Steuern und sonstige Abgaben selbst. Privatiers haben in der Regel ein ausreichendes Einkommen aus ihren Vermögenswerten wie Zinsen, Dividenden oder Mieteinnahmen.

## Bedeutungsentwicklung
Die Verwendung des Wortes Privatier als Ersatz für eine Berufsbezeichnung kam während des 19. Jahrhunderts im Zuge des Aufstiegs des Bürgertums auf.
Die Bezeichnung Privatier wird auch für vorzeitig zur Ruhe gesetzte Unternehmer, Manager, Spitzensportler und Politiker gebraucht. Heute wird der Begriff allgemeiner verwendet, um jeden zu beschreiben, der finanziell unabhängig ist und nicht arbeiten muss, um seinen Lebensunterhalt zu verdienen.

## Häufigkeit in Deutschland
In Deutschland gab es im Jahr 2023 rund 872.000 Privatiers. Im Jahr 2000 waren es etwa 372.000 Personen. Das entspricht einer jährlichen durchschnittlichen Steigerung von etwa 3,77 %.
| Jahr | Anzahl  |
| ---- | ------- |
| 2000 | 372.000 |
| 2005 | 398.000 |
| 2010 | 415.000 |
| 2015 | 624.000 |
| 2018 | 627.000 |
| 2020 | 711.000 |
| 2021 | 809.000 |
| 2023 | 872.000 |